# Myrcia gentryi
Myrcia gentryi är en myrtenväxtart som beskrevs av Bruce K. Holst. Myrcia gentryi ingår i släktet Myrcia och familjen myrtenväxter.
Artens utbredningsområde är Venezuela. Inga underarter finns listade i Catalogue of Life.